# Saint-Mars-sur-la-Futaie
Saint-Mars-sur-la-Futaie é uma comuna francesa na região administrativa da Pays de la Loire, no departamento de Mayenne. Estende-se por uma área de 21,45 km². Em 2010 a comuna tinha 533 habitantes (densidade: 24,8 hab./km²).
Na praça principal da comuna, acha-se um árvore de pirliteiro que a tradição diz ser um dos mais antigos, se não o mais antigo, de toda a França.; 

## Galería fotográfica

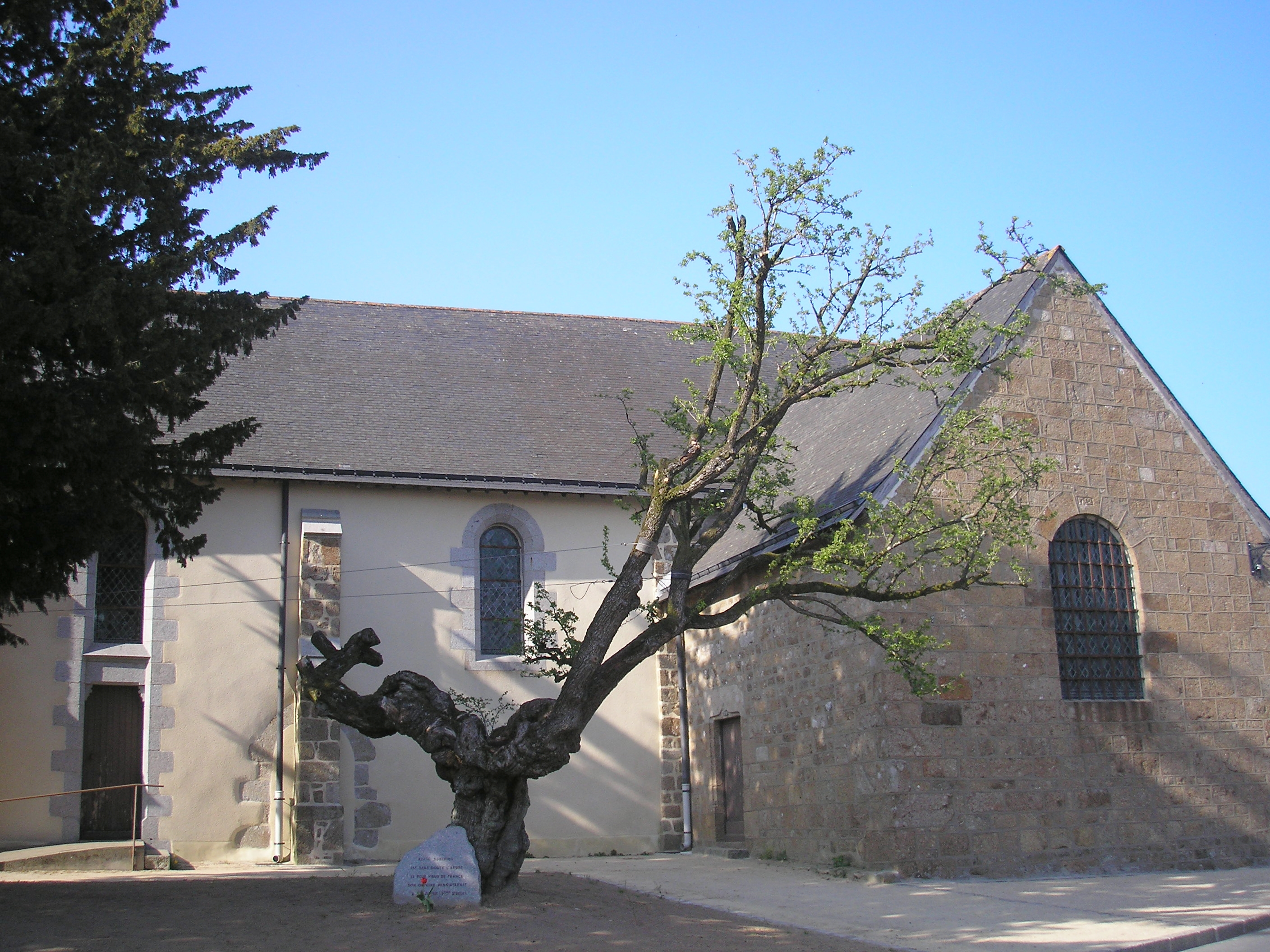
O antigo pirliteiro